# Fürstlich Leiningensche Bibliothek Amorbach

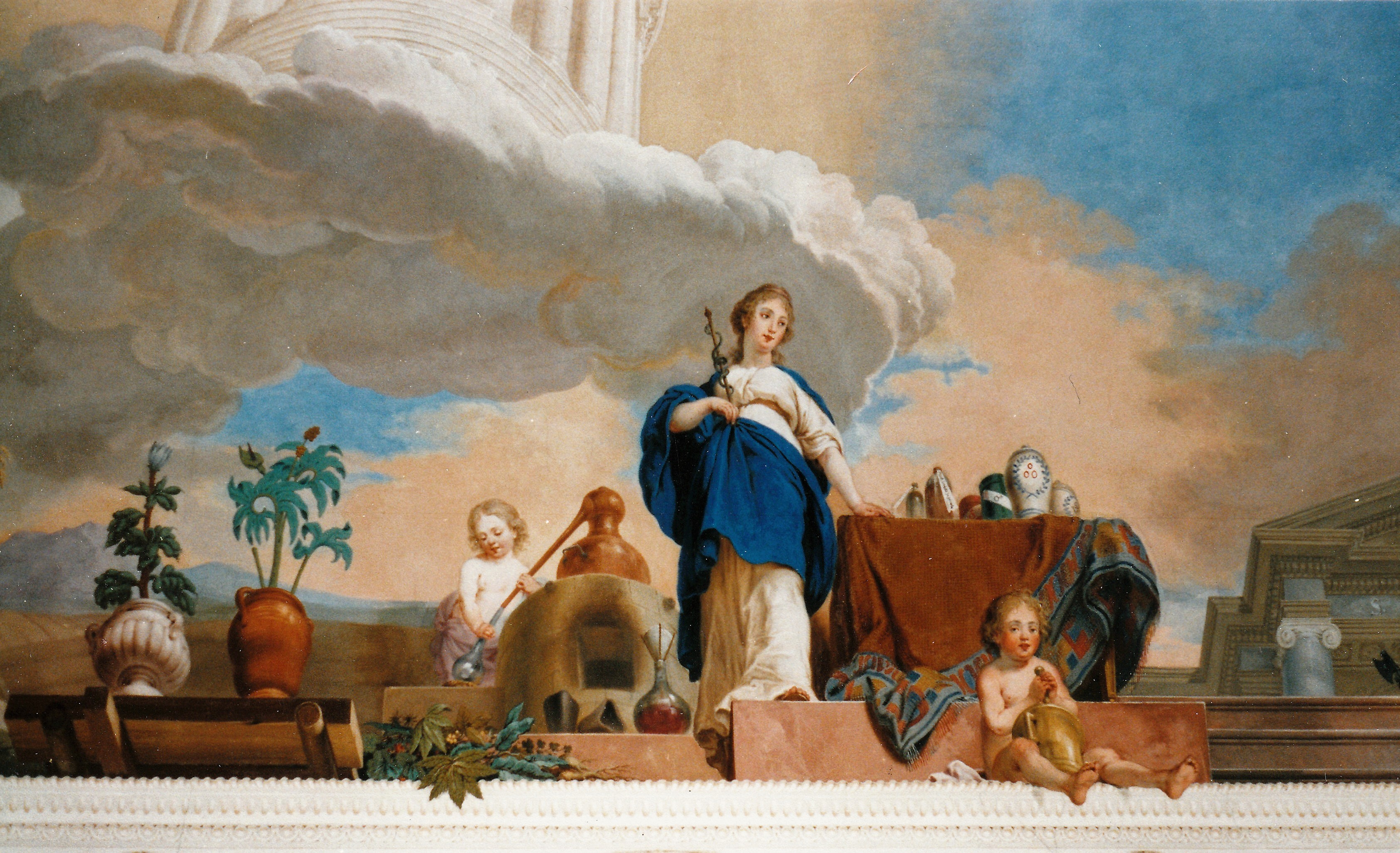
Zyklus der Wissenschaften: Medizin

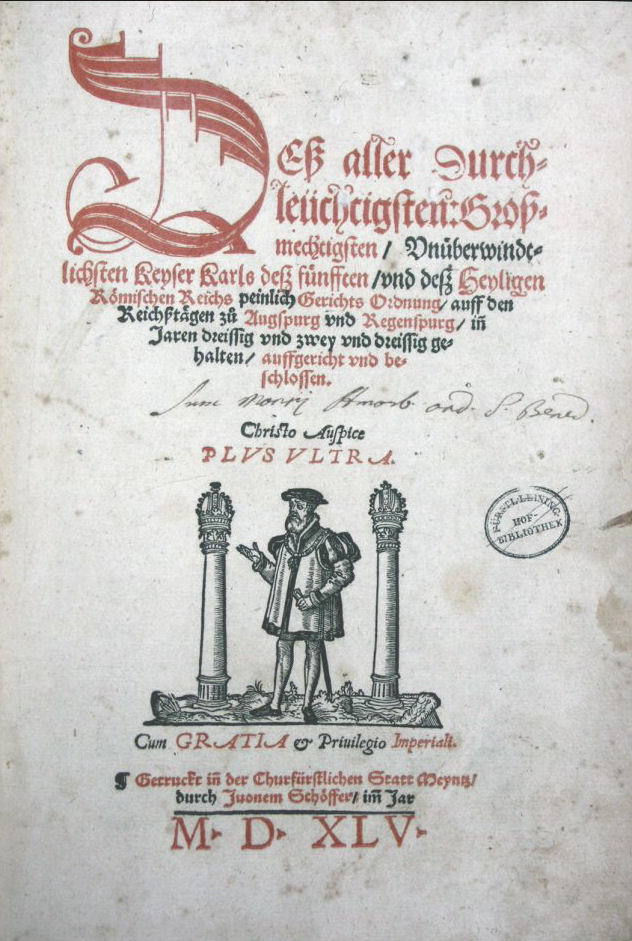
Buch aus der Klosterbibliothek, 2009 bei eBay

Die Fürstlich Leiningensche Bibliothek in Amorbach ist eine bedeutende Adelsbibliothek im Eigentum der Familie von Leiningen.
Sie verwahrt die Reste der Bibliothek des Klosters Amorbach und ist auch in dem 1782–1800 klassizistisch ausgestatteten prachtvollen Bibliotheksraum des ehemaligen Klosters untergebracht. Er wird mit seinem Deckenfresko von Konrad Huber zu den schönsten Bibliotheksräumen des 18. Jahrhunderts gezählt.
Nach Angabe des Handbuchs der historischen Buchbestände umfasste der Bestand im Jahr 1949 28.850 Bände. Aktuelle Angaben belaufen sich auf ca. 35.000 Bände.
Die Bibliothek wird von dem seit 2003 geschlossenen Fürstlich Leiningenschem Archiv Amorbach verwaltet.